# فاروق سعد
محمد فاروق سعد هو كاتب وفنان لبناني ولد عام 1938 في لبنان ببلدة بحمدون وتوفي عن عمر الإثنين والسبعين في بيروت عام 2010.

## حياته
ولد في برجا في قضاء الشوف، أقليم الخروب، العام 1938. تلقى دروسه الإبتدائية والمتوسطة والثانوية في كلية المقاصد الخيرية الإسلامية في بيروت من 1947 إلى 1958، وتخرج محامياً في الحقوق في الجامعة اللبنانية العام 1962. التحق بالأكاديمية اللبنانية للفنون الجميلة وتخرج فيها العام 1976. ثم تابع دراسته في كلية الآداب والعلوم الإنسانية في جامعة القديس يوسف حيث أحرز شهادة الدكتوراه في الآداب في العام 1983.
خلال دراسة فاروق سعد التكميلية والثانوية، تحديداً خلال سنتي 1954 و1955 (كان في السادسة عشرة من عمره)، حرّر في مجلة «المجالس» الأسبوعية التي كانت تصدر في بيروت باباً من صفحتين تناول فيه شؤون الطلاب والتعليم بعنوان «مجالس الطلاب»، ثم خلال سنة 1955 أخذ يحرّر باباً أسبوعياً بين صفحتين وثلاث صفحات بعنوان «خواطر من كل مكان» في مجلة «الخواطر» التي كانت ولا زالت تصدر في بيروت.
ابتدأ فاروق سعد حياته الأكاديمية بتصميم كبير على أن يجمع أكثر من فرع علمي وفني وأدبي، ففي الوقت الذي كان فيه طالبا للفنون التشكيلية كالرسم والتصوير في الأكاديمية اللبنانية للفنون الجميلة عام 1959، كان طالبا في كلية الحقوق في الجامعة اللبنانية، وطالبا أيضا في كلية الآداب في جامعة القديس يوسف، إلا أن حظه لم يسعفه لمتابعة دراسته في القديس يوسف وفي الفنون التشكيلية التي توقف عنها عام 1961، بينما تابع دراسته في الحقلين الآخرين، ليحصل على شهادتي الدكتوراه، الأولى في الحقوق بعنوان: «قانون الفضاء الكوني» وهي من أول الأبحاث العربية التي حاولت التصدي لهذه الإشكالية القانونية التي باتت تحتل الآن مكانة هامة عالمية وعربية، أما الثانية فهي في الآداب وحملت عنوان: «خيال الظل العربي»، منقبا في مساحة طالما بقيت بعيدة عن أقلام الباحثين والدارسين العرب، محاولا تسليط الضوء على واحد من أهم منابع الإبداع الفني والمسرحي في الثقافة العربية المعاصرة. لم تمنع انشغالات فاروق سعد الحقوقية والأدبية عن متابعة شغفه التشكيلي والفني، مما دفعه لتخصيص جزء غير بسيط من وقته وجهده لتلبية شغفه القديم بالفن والجمال، مخلفة عددا كبيرا من المؤلفات والمسرحيات والدراسات الفنية والجمالية، بالإضافة إلى عدد من الأعمال الفنية ذات الطابع «التصويري»، حيث شكل الوجه الإنساني «البورتريه» ولعا خاصا لهذا الفنان، كذلك تمدرس على يد واحد من أهم الفنانين اللبنانيين وهو الفنان قيصر الجميل. كما جمعته صداقة كبيرة بفنان البورتريه اللبناني الشهير رشيد وهبي. وهنا حين صار سعد أيضا فنان تشكيلي له رسوم ولوحات عدة بالحبر وقلم الفوتر والألوان المائية والألوان الزيتية وألوان الأكريليك.

## مؤلفاته
كتب فاروق سعد عدة مقالات منها:
- «القضايا الإنسانية في أفلام شارلي شابلن» صدرت في مجلة الآداب بتاريخ مارس 1959.
- «مسرحيات شيكسبير في السينما» صدرت في محلة الآداب بتاريخ يوليوز 1959.
- «سالفادور دالي» صدرت في مجلة الآداب بتاريخ سبتمبر 1960.
- «رشيد وهبي: فنان الطبيعة والحياة» صدرت في مجلة الدوحة بتاريخ أبريل 1977.
- «خيال الظل العربي» صدرت في مجلة الناشر العربي بتاريخ فبراير 1984.
- «المسرح في التراث الشعبي» نشرت في مجلة الآداب بتاريخ يناير 1987.[4]

- «مع الفرابي والمدن الفاضلة»

بلغ حصاده 52 كتاباً في الأدب والفن والقانون والفكر والسينما والمسرح.